# Condado de Cork
O Condado de Cork (Corcáigh em irlandês) é um condado da República da Irlanda, na província de Munster, no sudoeste do país. O condado é o maior dos atualmente em vigor na ilha, e sua capital, Cork, é a segunda maior cidade da República da Irlanda (e atual capital européia da cultura) e é terceira maior cidade da Irlanda após Dublin e Belfast.
Os condados vizinhos a Cork são Limerick a norte, Tipperary a nordeste, Waterord a leste, o Oceano Atlântico a sul e Kerry a sudoeste.

## Vilas
- Ardgroom